# Kristin Ahlepil
Kristin Ahlepil, född 25 april 1978,  är en svensk före detta friidrottare (medeldistans) som tävlade för klubbarna Eksjö Södra IK och Rånäs 4H. Hon är syster till Therese Ahlepil och Björn Ahlepil som också är friidrottare.

## Personliga rekord
| Utomhus - 800 meter – 2:07.63 (Ludvika 27 juni 2000) - 1 500 meter – 4:15.63 (Göteborg 4 september 1999) - 1 500 meter – 4:24.32 (Norrtälje 3 augusti 2003) - 2 000 meter – 6:39.3 (Uppsala 20 augusti 1995) - 3 000 meter – 9:28.38 (Göteborg 3 augusti 2000) - 5 000 meter – 17:46.50 (San Marcos, KalifornienUSA 19 maj 1998) - 2 000 meter hinder – 6:42.17 (Västerås 3 juli 2001) - 3 000 meter hinder – 10:16.98 (Bergen, Norge 7 juni 2001) | Inomhus - 800 meter – 2:08.27 (Boston, Massachusetts USA 31 januari 1997) - 1 500 meter – 4:21.70 (Stockholm 15 februari 2001) - 3 000 meter – 9:54.65 (Fort Worth, Texas USA 21 februari 1998) |

### Fotnoter
1. 1 2 3 4 5 6  Wiger 2006, s. 193.
2. 1 2 3 4  Wiger 2006, s. 255.
3. 1 2 3 4 5  Wiger 2006, s. 256.
4. ↑  ”Stora inne-SM 2004, resultat” (htm). idrottonline.se. Arkiverad från originalet den 23 november 2015. https://web.archive.org/web/20151123030953/http://iof2.idrottonline.se/ImageVaultFiles/id_16756/cf_78/040222ism.HTM. Läst 21 april 2015.
5. 1 2 3 4 5 6 7 8 9 10  ”Personsida på AllAthletics”. all-athletics.com. Arkiverad från originalet den 24 juni 2016. https://web.archive.org/web/20160624171057/http://www.all-athletics.com/en-us/athlete/148037. Läst 3 oktober 2016.
6. ↑  Artikel om syskon i Tranås tidning Arkiverad 11 juni 2016 hämtat från the Wayback Machine., läst 2016-05-20
7. 1 2  ”Personsida hos IAAF”. iaaf.org. https://www.iaaf.org/athletes/sweden/kristin-ahlepil-177123. Läst 3 oktober 2016.
8. ↑  ”Friidrott – Alla tiders bästa-listor Världen och Sverige”. hem.passagen.se. Arkiverad från originalet den 19 mars 2004. https://web.archive.org/web/20040319161453/http://hem.passagen.se/he01/. Läst 20 maj 2016.